# سانچای راتیواتانا
 سانچای راتیواتانا (انگلیسی: Sanchai Ratiwatana؛ زادهٔ ۲۳ ژانویهٔ ۱۹۸۲) یک تنیس‌باز اهل تایلند است.